# Castejón (Conca)
Castejón és un municipi de la província de Conca, a la comunitat autònoma de Castella-La Manxa. Està situat a la comarca de La Alcarria.

## Personatges il·lustres
- José Luis Perales, cantant.